# Kincső
A Kincső női név Jókai Mór alkotása A jövő század regénye című művében, bár ott helynévként szerepel, az elképzelt őshaza magyar formájú neve, aminek a kínai változata Jókai szerint Kin-Tseu. Ennek a névnek a forrása a Kingcsou (pinjin átírásban: Jīngzhōu; magyar népszerű átírásban: Csingcsou; kínaiul: 荆州) ókori kínai tartománynév. A helynévből a 20. században vált női név.

## Gyakorisága
Az 1990-es években igen ritka név, 2006 óta a 72-88. leggyakoribb női név.

## Névnapok
- február 1.[3]
- július 24.[3]

## Híres Kincsők
- Takács Kincső
- Kenéz Kincső